# Municipio de Queeny
El municipio de Queeny (en inglés: Queeny Township) es un municipio ubicado en el condado de San Luis en el estado estadounidense de Misuri. En el año 2010 tenía una población de 37665 habitantes y una densidad poblacional de 1.136,76 personas por km².

## Geografía
El municipio de Queeny se encuentra ubicado en las coordenadas 38°34′8″N 90°29′54″O / 38.56889, -90.49833. Según la Oficina del Censo de los Estados Unidos, el municipio tiene una superficie total de 33.13 km², de la cual 32.54 km² corresponden a tierra firme y (1.81%) 0.6 km² es agua.

## Demografía
Según el censo de 2010, había 37665 personas residiendo en el municipio de Queeny. La densidad de población era de 1.136,76 hab./km². De los 37665 habitantes, el municipio de Queeny estaba compuesto por el 86.26% blancos, el 3.07% eran afroamericanos, el 0.21% eran amerindios, el 7.06% eran asiáticos, el 0.02% eran isleños del Pacífico, el 1.29% eran de otras razas y el 2.09% pertenecían a dos o más razas. Del total de la población el 3.52% eran hispanos o latinos de cualquier raza.